# Liste des îles de la mer de Chine orientale
Voici la liste des îles de la mer de Chine orientale : 

## Par superficie
|    | Nom               | Pays         | Superficie (km²) | Population       | Commentaire                                                                                          |
| -- | ----------------- | ------------ | ---------------- | ---------------- | --- |
| 1  | Okinawa (île)     | Japon        | 1 206,98         | 1 301 642 (2014) | La plus grande île de l'archipel Okinawa qui compte une trentaine d'îles au total.                   |
| 2  | Amami Ō-shima     | Japon        | 712,35           | 73 000 (2013)    | île de l'archipel Amami                                                                              |
| 3  | Yaku-shima        | Japon        | 504,88           | 13 178 (2010)    | île de l'archipel Osumi                                                                              |
| 4  | Zhoushan          | Chine        | 502,65           | 502 667          | La plus grande île de l'archipel Zhoushan qui compte 1390 îles et/ou îlots dont 103 sont inhabitées. |
| 5  | Tanega-shima      | Japon        | 444,3            | 33 000 (2010)    | île de l'archipel Osumi                                                                              |
| 6  | Pingtan           | Chine        | 370,9            | 400 000          | |
| 7  | Daishan           | Chine        | 326,5            | 200 000          | île de l'archipel Zhoushan                                                                           |
| 8  | Iriomote-jima     | Japon        | 289,28           | 2 000            | île de l'archipel Yaeyama                                                                            |
| 10 | Tokuno-shima      | Japon        | 247,77           | 27 000 (2013)    | île de l'archipel Amami                                                                              |
| 11 | Ishigaki-jima     | Japon        | 222,18           | 48 000           | île de l'archipel Yaeyama                                                                            |
| 12 | Miyako-jima       | Japon        | 158,87           | 51 938 (2013)    | île de l'archipel Miyako                                                                             |
| 13 | Okinoerabu-jima   | Japon        | 93,63            | 15 000 (2013)    | île de l'archipel Amami                                                                              |
| 14 | Kakeroma-jima     | Japon        | 77,39            | 1 600 (2013)     | île de l'archipel Amami                                                                              |
| 15 | Jintang           | Chine        | 76,4             | 41 700 (2003)    | île de l'archipel Zhoushan                                                                           |
| 16 | Kume              | Japon        | 59,11            | 8 713 (2010)     | île de l'archipel Okinawa                                                                            |
| 17 | Kikai-jima        | Japon        | 56,93            | 7 653 (2013)     | île de l'archipel Amami                                                                              |
| 18 | Kuchinoerabu-jima | Japon        | 38,04            | 147 (2010)       | île de l'archipel Osumi                                                                              |
| 19 | Nakano-shima      | Japon        | 34,47            | 167 (2010)       | île de l'archipel Tokara                                                                             |
| 20 | Irabu-jima        | Japon        | 29,08            |                  | île de l'archipel Miyako                                                                             |
| 21 | Yonaguni-jima     | Japon        | 28,91            | 1 745            | île de l'archipel Yaeyama                                                                            |
| 22 | Suwanose-jima     | Japon        | 27,66            | 48 (2010)        | île de l'archipel Tokara                                                                             |
| 23 | Ie-jima           | Japon        | 23               | 4 610 (2012)     | île de l'archipel Okinawa                                                                            |
| 24 | Sijiao            | Chine        | 21,2             |                  | île de l'archipel Zhoushan                                                                           |
| 25 | Yoron-jima        | Japon        | 20,8             | 6 000 (2013)     | île de l'archipel Amami                                                                              |
| 26 | Iheya-jima        | Japon        | 20,66            | 1 265 (2016)     | île de l'archipel Okinawa                                                                            |
| 27 | Tarama-jima       | Japon        | 19,75            | 1 276 (2013)     | île de l'archipel Miyako                                                                             |
| 28 | Izena             | Japon        | 15,44            | 1 764 (2008)     | île de l'archipel Okinawa                                                                            |
| 29 | Tokashiki-jima    | Japon        | 15,31            | 760 (2010)       | île de l'archipel Kerama                                                                             |
| 30 | Uke-shima         | Japon        | 13,34            | 200 (2013)       | île de l'archipel Amami                                                                              |
| 31 | Kuchino-shima     | Japon        | 13,33            | 140 (2004)       | île de l'archipel Tokara                                                                             |
| 32 | Hateruma-jima     | Japon        | 12,77            | 600              | île de l'archipel Yaeyama                                                                            |
| 33 | Putuo             | Chine        | 12,5             |                  | île de l'archipel Zhoushan                                                                           |
| 34 | Io-jima           | Japon        | 11,65            | 121 (2006)       | île de l'archipel Osumi                                                                              |
| 35 | Nangan            | Taïwan       | 10,43            |                  | île de l'archipel des Matsu                                                                          |
| 36 | Kuro-shima        | Japon        | 10,02            | 220              | île de l'archipel Yaeyama                                                                            |
| 37 | Shimoji-shima     | Japon        | 9,54             |                  | île de l'archipel Miyako                                                                             |
| 38 | Yoro-shima        | Japon        | 9,35             | 140 (2013)       | île de l'archipel Amami                                                                              |
| 39 | Beigan            | Taïwan       | 8,86             |                  | île de l'archipel des Matsu                                                                          |
| 40 | Mage-shima        | Japon        | 8,2              |                  | île de l'archipel Osumi                                                                              |
| 41 | Kohama-jima       | Japon        | 7,84             | 705 (2018)       | île de l'archipel Yaeyama                                                                            |
| 42 | Yagaji-jima       | Japon        | 7,82             |                  | île de l'archipel Okinawa                                                                            |
| 43 | Aguni             | Japon        | 7,64             |                  | île de l'archipel Okinawa                                                                            |
| 44 | Akuseki-jima      | Japon        | 7,49             | 59 (2004)        | île de l'archipel Tokara                                                                             |
| 45 | Takara-jima       | Japon        | 7,14             | 114 (2004)       | île de l'archpel Tokara                                                                              |
| 46 | Zamami-jima       | Japon        | 6,71             | 584 (2010)       | île de l'archipel Kerama                                                                             |
| 47 | Miyagi-jima       | Japon        | 5,50             |                  | île de l'archipel Okinawa                                                                            |
| 48 | Taketomi-jima     | Japon        | 5,42             | 323 (2012)       | île de l'archipel Yaeyama                                                                            |
| 49 | Henza-jima        | Japon        | 5,32             |                  | île de l'archipel Okinawa                                                                            |
| 50 | Dongyin           | Taïwan       | 4,35             |                  | île de l'archipel des Matsu                                                                          |
| 51 | Uotsuri-shima     | Japon        | 4,32             |                  | île de l'archipel des Senkaku                                                                        |
| 52 | Gaja-jima         | Japon        | 4,07             |                  | île de l'archipel Tokara                                                                             |
| 53 | Aka-jima          | Japon        | 3,96             | 275 (2010)       | île de l'archipel Kerama                                                                             |
| 54 | Tonaki-shima      | Japon        | 3,87             | 431 (2015)       | île de l'archipel Okinawa                                                                            |
| 55 | Aragusuku-jima    | Japon        | 3,34             |                  | composée de deux îles : Kamiji (1,76 km²) et Shimoji (1,55 km²) ; appartient à l'archipel Yaeyama    |
| 56 | Kori-jima         | Japon        | 3,13             |                  | île de l'archipel Okinawa                                                                            |
| 57 | Sesoko-jima       | Japon        | 2,99             | 442              | île de l'archipel Okinawa                                                                            |
| 58 | Guishan           | Taïwan       | 2,85             |                  | |
| 59 | Kurima-jima       | Japon        | 2,84             |                  | île de l'archipel Miyako                                                                             |
| 60 | Ikema-jima        | Japon        | 2,83             | 621              | île de l'archipel Miyako                                                                             |
| 61 | Dongju            | Taïwan       | 2,63             |                  | île de l'archipel des Matsu ; appartient au canton rural de Juguang                                  |
| 62 | Siju              | Taïwan       | 2,36             |                  | île de l'archipel des Matsu ; appartient au canton rural de Juguang                                  |
| 63 | Minna-jima        | Japon        | 2,15             |                  | île de l'archipel Miyako                                                                             |
| 64 | Uchibanari-jima   | Japon        | 2,10             |                  | île de l'archipel Yaeyama                                                                            |
| 65 | Hamahiga-jima     | Japon        | 2,09             |                  | île de l'archipel Okinawa                                                                            |
| 66 | Taira-jima        | Japon        | 2,08             | 79 (2004)        | île de l'archipel Tokara                                                                             |
| 67 | Tsuken-jima       | Japon        | 1,88             |                  | île de l'archipel Okinawa                                                                            |
| 68 | Ikei-jima         | Japon        | 1,75             |                  | île de l'archipel Okinawa                                                                            |
| 69 | Mae-shima         | Japon        | 1,60             | 4 (2010)         | île de l'archipel Kerama                                                                             |
| 70 | Kaoteng           | Taïwan       | 1,44             |                  | île de l'archipel des Matsu                                                                          |
| 71 | Kudaka-jima       | Japon        | 1,38             |                  | île de l'archipel Okinawa                                                                            |
| 72 | Sotobanari-jima   | Japon        | 1,32             |                  | île de l'archipel Yaeyama                                                                            |
| 73 | Geruma-jima       | Japon        | 1,22             | 65 (2010)        | île de l'archipel Kerama                                                                             |
| 74 | Pengjia           | Taïwan       | 1,14             | 40               | |
| 75 | Kuba-shima        | Japon        | 1,08             |                  | île de l'archipel des Senkaku                                                                        |
| 76 | Noho-jima         | Japon        | 1,06             |                  | île de l'archipel Okinawa                                                                            |
| 77 | Kodakara-jima     | Japon        | 1                | 49 (2004)        | île de l'archipel Tokara                                                                             |
| 78 | Hatoma-jima       | Japon        | 0,96             | 44 (2018)        | île de l'archipel Yaeyama                                                                            |
| 79 | Fukaki-jima       | Japon        | 0,83             |                  | île de l'archipel Kerama                                                                             |
| 80 | Ō-jima            | Japon        | 0,63             |                  | île de l'archipel Okinawa                                                                            |
| 81 | Yabuchi-jima      | Japon        | 0,62             |                  | île de l'archipel Okinawa                                                                            |
| 82 | Minna-jima        | Japon        | 0,47             |                  | île de l'archipel Okinawa                                                                            |
| 83 | Minami-kojima     | Japon        | 0,46             |                  | île de l'archipel des Senkaku                                                                        |
| 84 | Liang (île)       | Taïwan       | 0,4              |                  | île de l'archipel des Matsu                                                                          |
| 85 | Kayama-jima       | Japon        | 0,39             |                  | île de l'archipel Yaeyama                                                                            |
| 86 | Kojima            | Japon        | 0,37             |                  | île de l'archipel Yaeyama                                                                            |
| 87 | Ōha-jima          | Japon        | 0,37             |                  | île de l'archipel Okinawa                                                                            |
| 88 | Kita-kojima       | Japon        | 0,33             |                  | île de l'archipel des Senkaku                                                                        |
| 89 | Marado            | Corée du Sud | 0,3              |                  | proche de Jeju                                                                                       |
| 90 | Keelung (îlot)    | Taïwan       | 0,24             |                  | District de Zhongzheng                                                                               |
| 91 | Miyagi-jima       | Japon        | 0,24             |                  | île de l'archipel Okinawa                                                                            |
| 92 | Ōgami-jima        | Japon        | 0,24             |                  | île de l'archipel Miyako                                                                             |
| 93 | Senaga-jima       | Japon        | 0,18             |                  | île de l'archipel Okinawa                                                                            |
| 94 | Yabu-jima         | Japon        | 0,15             |                  | île de l'archipel Yaeyama                                                                            |
| 95 | Taishō-tō         | Japon        | <0,1             |                  | île de l'archipel des Senkaku                                                                        |
| 96 | Oki-no-Kita-iwa   | Japon        | <0,1             |                  | île de l'archipel des Senkaku                                                                        |
| 97 | Oki-no-Minami-iwa | Japon        | <0,1             |                  | île de l'archipel des Senkaku                                                                        |
| 98 | Tobise            | Japon        | <0,1             |                  | île de l'archipel des Senkaku                                                                        |

## Par pays

### Chine
- Archipel Zhoushan
  - Zhoushan
  - Daishan
  - Liuheng
  - Jintang
  - Zhujiajian
  - Qushan
  - Putuo (Mont Putuo)

- Pingtan

### Corée du Sud
- Marado

### Japon
- Archipel Goto

- - Fukue-jima
  - Hisaka-jima
  - Naru-jima
  - Wakamatsu-jima
  - Nakadori-jima

- Archipel Ryukyu ( à l'exclusion des îles Daito)

- - Archipel Satsunan
    - Archipel Osumi
      - Tanega-shima
      - Yaku-jima
      - Kuchinoerabu-jima
      - Mage-shima
      - Take-shima
      - Io-jima
      - Kuro-shima

    - Archipel Tokara
      - Kuchino-shima
      - Nakano-shima
      - Gaja-jima
      - Suwanose-jima
      - Akuseki-jima
      - Taira-jima
      - Kodakara-jima
      - Takara-jima

    - Archipel Amami
      - Amami Oshima
      - Kikai-jima
      - Kakeroma-jima
      - Yoro-shima
      - Uke-shima
      - Tokuno-shima
      - Okinoreabu-shima
      - Yoron-jima

    - Archipel Okinawa
      - Okinawa (île)
      - Kume-jima
      - Iheya-jima
      - Izena-jima
      - Aguni-jima
      - Ie-jima
      - Iotori-shima
      - Archipel Kerama
        - Tokashiki-jima
        - Zamami-jima
        - Aka-jima
        - Geruma-jima

    - Archipel Sakashima
      - Archipel Miyako
        - Miyako-jima
        - Ikema-jima
        - Ōgami-jima
        - Irabu-jima
        - Shimoji-jima
        - Kurima-jima
        - Minna-jima
        - Tarama-jima

      - Archipel Yaeyama
        - Iriomote-jima
        - Ishigaki-jima
        - Taketomi-jima
        - Kohama-jima
        - Kuroshima-jima
        - Aragusuku-jima
        - Hatoma-jima
        - Yubu-jima
        - Hateruma-jima
        - Yonaguni-jima

- Archipel Senkaku
  - Uotsuri-jima
  - Kuba-jima
  - Taisho-jima
  - Kita-kojima
  - Minami-kojima
  - Oki-no-Kita-Iwa
  - Oki-no-Minami-Iwa
  - Tobise

### Taïwan
- Archipel Matsu
  - Beigan
    - Kaoteng

  - Nangan
  - Dongyin
    - Xiyin
    - Liang (île)

  - Juguang
    - Dongju
    - Siju
    - Yongliu

- Guishan
- îlot Pengjia
- îlot Keelung